# Pim Verbeek

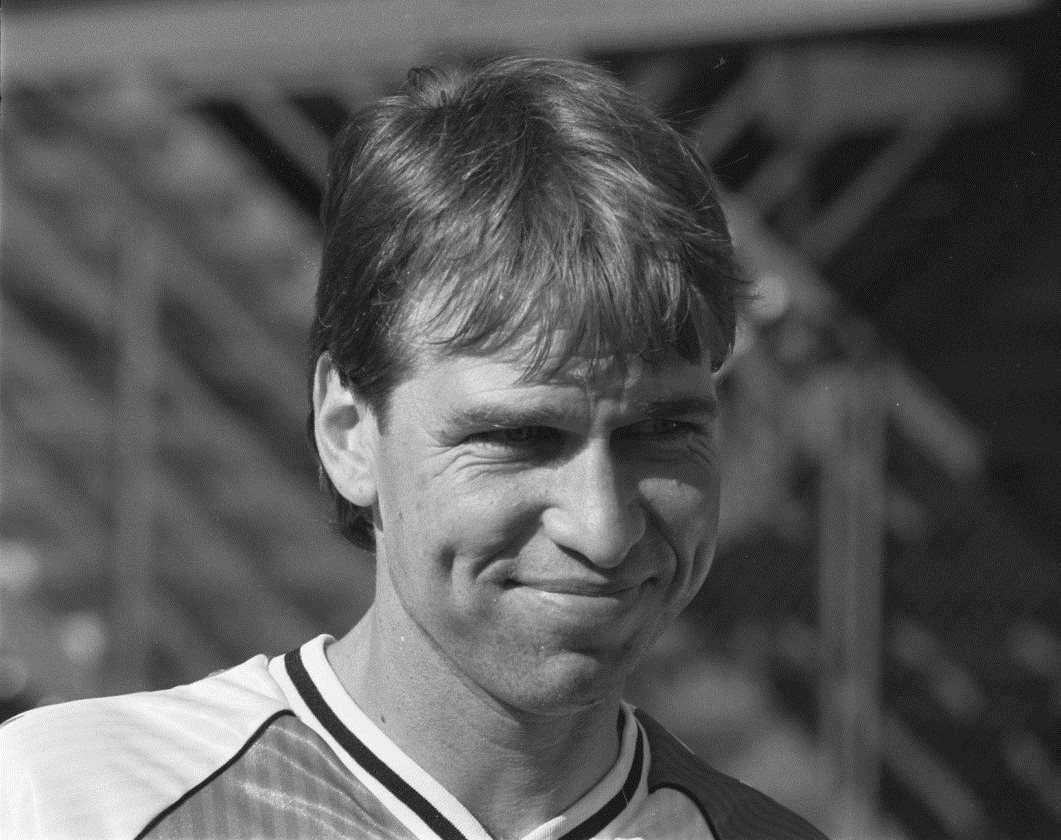
Verbeek in 1989 als trainer van Feyenoord

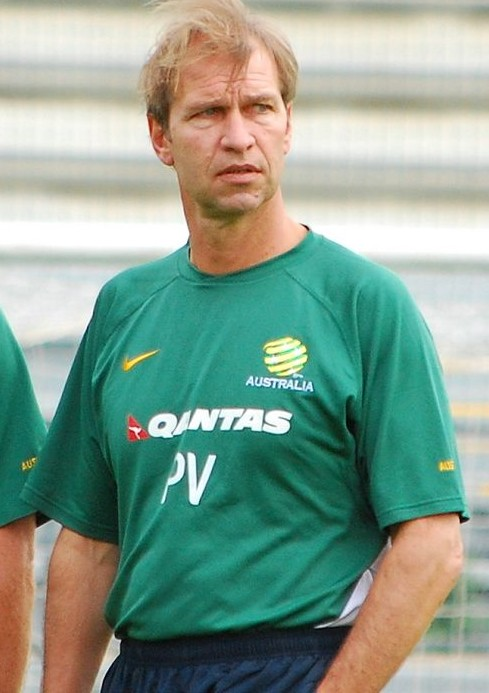
Verbeek in 2008 als bondscoach van Australië

Pim Verbeek (Rotterdam, 12 maart 1956 – Amsterdam, 28 november 2019) was een Nederlandse voetballer en voetbaltrainer.

## Biografie

### Loopbaan als voetballer
Verbeek kwam als speler uit voor Sparta Rotterdam. Vanuit de jeugd kwam de middenvelder in 1974 bij het eerste team. Een jaar later werd hij na twee meniscusoperaties afgekeurd voor het spelen van betaald voetbal. In 1977 maakte hij zijn rentree bij Sparta maar liep eind 1978 een spierscheuring in zijn bovenbeen op waaraan hij geopereerd moest worden. In 1979 raakte Verbeek wederom geblesseerd en moest een nieuwe meniscusoperatie ondergaan. Medio 1980 werd hij op 25-jarige leeftijd definitief afgekeurd met een versleten knie.
Verbeek deed het vwo en doorliep tijdens zijn spelersloopbaan de Academie voor Lichamelijke Opvoeding (ALO) in Den Haag. Aansluitend was hij als gymleraar werkzaam.

### Loopbaan als trainer
Tussen 1981 en 1984 was Verbeek bij Eerstedivisionist DS'79 assistent trainer. Tussen 1984 en 1987 was Verbeek bij de amateurs van GVV Unitas als hoofdtrainer actief, om vervolgens tussen 1987 en 1989 trainer te worden van De Graafschap, waarmee hij in zijn eerste seizoen de nacompetitie haalde. Hier werd hij opgemerkt door Hans Kraay sr., die technisch manager was van Feyenoord.
In 1989 werd hij, op 33-jarige leeftijd, aangesteld als hoofdtrainer van Feyenoord, met het plan om naast hem een buitenlandse technisch manager te installeren. Kort na zijn aanstellen stapte directeur Kraay sr. op. Hij belandde met de Rotterdamse club al snel onderaan de ranglijst na een serie nederlagen en moest in de thuiswedstrijd tegen Fortuna Sittard in 1989 met zijn selectie zelfs rennen voor zijn leven omdat een woedende menigte Feyenoordfans het veld was opgestormd na een 0-2-achterstand. In december 1989 kreeg hij de Zweedse trainer Gunder Bengtsson naast zich, die eerder successen boekte met IFK Göteborg. In maart 1991 werden beiden uiteindelijk ontslagen, nadat het ze, ondanks diverse grote aankopen, niet lukte de ploeg op de rails te krijgen.
Hierna was Verbeek trainer van FC Wageningen, FC Groningen en Fortuna Sittard. In december 2007 werd Verbeek hoofdtrainer van het voetbalelftal van Australië. Daar volgde hij Guus Hiddink op die bij de Russische voetbalbond ging werken. Hij plaatste zich met Australië voor het WK 2010 in Zuid-Afrika.
Van 2010 tot 2014 was hij technisch directeur bij de Marokkaanse voetbalbond, waarbij hij zich voornamelijk bezighield met de ontwikkeling van het jeugdbeleid. Verbeek werd in december 2016 aangesteld als bondscoach van Oman. Met het land won hij de Golf Cup of Nations 2017. Begin februari 2019 stopte hij daar. Aansluitend werd hij bestuurslid technische zaken bij Sparta Rotterdam.

### Persoonlijk
Verbeeks vader, Koos Verbeek, was als speler, trainer en scout werkzaam bij Sparta Rotterdam. Ook Verbeeks jongere broer Robert Verbeek was als speler actief voor Sparta en werd daarna trainer.

## Carrièreoverzicht als trainer
| Periode   | Club                         | Land                         | Competitie                  | Functie                                        |
| --------- | ---------------------------- | ---------------------------- | --------------------------- | ---------------------------------------------- |
| 1979-1980 | VV Nieuwerkerk               | Nederland                    | -                           | Jeugdtrainer                                   |
| 1980-1981 | VV Nieuwerkerk               | Nederland                    | Vierde klasse (amateurs)    | Trainer                                        |
| 1981-1984 | DS'79                        | Nederland                    | Eerste divisie              | Assistent-trainer                              |
| 1984-1987 | Unitas Gorinchem             | Nederland                    | Hoofdklasse (amateurs)      | Trainer                                        |
| 1987-1989 | De Graafschap                | Nederland                    | Eerste divisie              | Trainer                                        |
| 1989      | Feyenoord                    | Nederland                    | Eredivisie                  | Trainer                                        |
| 1990-1991 | Feyenoord                    | Nederland                    | Eredivisie                  | Assistent-trainer                              |
| 1991-1992 | FC Wageningen                | Nederland                    | Eerste divisie              | Trainer                                        |
| 1992-1993 | FC Groningen                 | Nederland                    | Eredivisie                  | Trainer                                        |
| 1994-1997 | Fortuna Sittard              | Nederland                    | Eerste divisie / Eredivisie | Trainer                                        |
| 1998-2000 | Omiya Ardija                 | Japan                        | J-League 2                  | Trainer                                        |
| 2000-2001 | Nederland                    | Nederland                    | /                           | Scout                                          |
| 2001-2002 | Zuid-Korea                   | Zuid-Korea                   | /                           | Assistent-bondscoach                           |
| 2002-2003 | Jong PSV                     | Nederland                    | Beloften Eredivisie         | Trainer                                        |
| 2003      | Kyoto Sanga FC               | Japan                        | J-League                    | Trainer                                        |
| 2004      | Nederlandse Antillen         | Nederlandse Antillen         | /                           | Bondscoach                                     |
| 2004-2005 | Borussia Mönchengladbach     | Duitsland                    | Bundesliga                  | Assistent-trainer                              |
| 2005      | Verenigde Arabische Emiraten | Verenigde Arabische Emiraten | /                           | Assistent-bondscoach                           |
| 2005-2006 | Zuid-Korea                   | Zuid-Korea                   | /                           | Assistent-bondscoach en Coach olympisch elftal |
| 2006-2007 | Zuid-Korea                   | Zuid-Korea                   | /                           | Bondscoach                                     |
| 2007-2010 | Australië                    | Australië                    | /                           | Bondscoach                                     |
| 2010-2014 | Marokko                      | Marokko                      | /                           | Technisch directeur en Coach olympisch elftal  |
| 2015-2016 | Sparta Rotterdam             | Nederland                    | Eerste divisie              | Technisch directeur                            |
| 2016-2019 | Oman                         | Oman                         | /                           | Bondscoach                                     |

1 Schwarzer ·
2 Neill  ·
3 Moore ·
4 Cahill ·
5 Culina ·
6 Beauchamp ·
7 Emerton ·
8 Wilkshire ·
9 Kennedy ·
10 Kewell ·
11 Chipperfield ·
12 Federici ·
13 Grella ·
14 Holman ·
15 Jedinak ·
16 Valeri ·
17 Rukavytsya ·
18 Galekovic ·
19 Garcia ·
20 Milligan ·
21 Carney ·
22 Vidošić ·
23 Bresciano ·
Coach: Verbeek